# 2012-es GoPro Indy Grand Prix of Sonoma
A 2012-es GoPro Indy Grand Prix of Sonoma a 2012-es Izod IndyCar Series szezon tizenharmadik futama volt, melyet 2012. augusztus 26-án rendeztek meg a kaliforniai Sonomában található Sonoma Raceway nevű pályán.

## Nevezési lista
| Csapat                           | Motor     | Első pilóta | Első pilóta         | Második pilóta | Második pilóta     | Harmadik pilóta | Harmadik pilóta   | Negyedik pilóta | Negyedik pilóta  |
| -------------------------------- | --------- | ----------- | ------------------- | -------------- | ------------------ | --------------- | ----------------- | --------------- | ---------------- |
| Team Penske                      | Chevrolet | 2           | Ryan Briscoe        | 3              | Hélio Castroneves  | 12              | Will Power        |                 |                  |
| Panther Racing                   | Chevrolet | 4           | J. R. Hildebrand    |                |                    |                 |                   |                 |                  |
| KV Racing Technology             | Chevrolet | 5           | E. J. Viso          | 8              | Rubens Barrichello | 11              | Tony Kanaan       |                 |                  |
| Dragon Racing                    | Chevrolet | 6           | Katherine Legge     | 7              | Sebastien Bourdais |                 |                   |                 |                  |
| Target Chip Ganassi Racing       | Honda     | 9           | Scott Dixon         | 10             | Dario Franchitti   | 38              | Graham Rahal      | 83              | Charlie Kimball  |
| A. J. Foyt Enterprises           | Honda     | 14          | Mike Conway         |                |                    |                 |                   |                 |                  |
| Rahal Letterman Laningan Racing  | Honda     | 15          | Szató Takuma        |                |                    |                 |                   |                 |                  |
| Andretti Autosport               | Chevrolet | 17          | Sebastián Saavedra  | 26             | Marco Andretti     | 27              | James Hinchcliffe | 28              | Ryan Hunter-Reay |
| Dale Coyne Racing                | Honda     | 18          | Justin Wilson       | 19             | James Jakes        |                 |                   |                 |                  |
| Ed Carpenter Racing              | Chevrolet | 20          | Ed Carpenter        |                |                    |                 |                   |                 |                  |
| Panther-Dreyer & Reinbold Racing | Chevrolet | 22          | Oriol Servià        |                |                    |                 |                   |                 |                  |
| Sarah Fisher Hartman Racing      | Honda     | 67          | Josef Newgarden     |                |                    |                 |                   |                 |                  |
| Schmidt Hamilton Motorsports     | Honda     | 77          | Simon Pagenaud      |                |                    |                 |                   |                 |                  |
| Lotus-HVM Racing                 | Lotus     | 78          | Simona de Silvestro |                |                    |                 |                   |                 |                  |
| Team Barracuda – BHA             | Honda     | 98          | Alex Tagliani       |                |                    |                 |                   |                 |                  |
| HIVATALOS NEVEZÉSI LISTA         |           |             |                     |                |                    |                 |                   |                 |                  |

## Eredmények

### Időmérő
| Pozíció | #  | Pilóta              | Csapat                           | Motor     | Egyes csoport | Kettes csoport | Top 12    | Fast 6    |
| ------- | -- | ------------------- | -------------------------------- | --------- | ------------- | -------------- | --------- | --------- |
| 1       | 12 | Will Power          | Team Penske                      | Chevrolet |               | 1:17.7803      | 1:17.5831 | 1:17.2709 |
| 2       | 2  | Ryan Briscoe        | Team Penske                      | Chevrolet | 1:17.5515     |                | 1:17.5378 | 1:17.4347 |
| 3       | 7  | Sebastien Bourdais  | Dragon Racing                    | Chevrolet | 1:18.3752     |                | 1:17.8703 | 1:17.7497 |
| 4       | 3  | Hélio Castroneves   | Team Penske                      | Chevrolet | 1:18.3443     |                | 1:18.0800 | 1:18.1090 |
| 5       | 9  | Scott Dixon         | Chip Ganassi Racing              | Honda     |               | 1:18.7821      | 1:18.0320 | 1:18.2126 |
| 6       | 10 | Dario Franchitti    | Chip Ganassi Racing              | Honda     |               | 1:18.0587      | 1:18.3186 | 1:18.3462 |
| 7       | 28 | Ryan Hunter-Reay    | Andretti Autosport               | Chevrolet |               | 1:18.4089      | 1:18.3355 |           |
| 8       | 98 | Alex Tagliani       | Team Barracuda – BHA             | Honda     |               | 1:18.5521      | 1:18.4168 |           |
| 9       | 77 | Simon Pagenaud      | Schmidt-Hamilton Motorsports     | Honda     |               | 1:18.5288      | 1:18.4334 |           |
| 10      | 18 | Justin Wilson       | Dale Coyne Racing                | Honda     | 1:18.7370     |                | 1:18.6258 |           |
| 11      | 27 | James Hinchcliffe   | Andretti Autosport               | Chevrolet | 1:18.8669     |                | 1:18.7885 |           |
| 12      | 8  | Rubens Barrichello  | KV Racing Technology             | Chevrolet |               | 1:18.8177      | 1:18.9788 |           |
| 13      | 17 | Sebastian Saavedra  | Andretti Autosport               | Chevrolet | 1:18.8918     |                |           |           |
| 14      | 26 | Marco Andretti      | Andretti Autosport               | Chevrolet |               | 1:18.8925      |           |           |
| 15      | 38 | Graham Rahal        | Chip Ganassi Racing              | Honda     | 1:18.8981     |                |           |           |
| 16      | 14 | Mike Conway         | A. J. Foyt Enterprises           | Honda     |               | 1:18.9048      |           |           |
| 17      | 4  | J. R. Hildebrand    | Panther Racing                   | Chevrolet | 1:19.0931     |                |           |           |
| 18      | 11 | Tony Kanaan         | KV Racing Technology             | Chevrolet |               | 1:18.9475      |           |           |
| 19      | 5  | E. J. Viso          | KV Racing Technology             | Chevrolet | 1:19.3953     |                |           |           |
| 20      | 22 | Oriol Servià        | Panther-Dreyer & Reinbold Racing | Chevrolet |               | 1:18.9672      |           |           |
| 21      | 6  | Katherine Legge     | Dragon Racing                    | Chevrolet | 1:19.6414     |                |           |           |
| 22      | 83 | Charlie Kimball     | Chip Ganassi Racing              | Honda     |               | 1:19.0262      |           |           |
| 23      | 67 | Josef Newgarden     | Sarah Fisher Hartman Racing      | Honda     | 1:19.7468     |                |           |           |
| 24      | 15 | Szató Takuma        | Rahal Letterman Laningan Racing  | Honda     |               | 1:19.2821      |           |           |
| 25      | 78 | Simona de Silvestro | Lotus-HVM Racing                 | Lotus     | 1:20.2295     |                |           |           |
| 26      | 19 | James Jakes         | Dale Coyne Racing                | Honda     |               | 1:19.5152      |           |           |
| 27      | 20 | Ed Carpenter        | Ed Carpenter Racing              | Chevrolet |               | 1:19.6837      |           |           |

## Rajtfelállás
| Rajtsor                                           | Belső ív | Belső ív             | Külső ív | Külső ív            |
| ------------------------------------------------- | -------- | -------------------- | -------- | ------------------- |
| 1                                                 | 12       | Will Power           | 2        | Ryan Briscoe        |
| 2                                                 | 7        | Sebastien Bourdais   | 3        | Hélio Castroneves   |
| 3                                                 | 9        | Scott Dixon          | 10       | Dario Franchitti    |
| 4                                                 | 28       | Ryan Hunter-Reay     | 98       | Alex Tagliani       |
| 5                                                 | 77       | Simon Pagenaud       | 27       | James Hinchcliffe   |
| 6                                                 | 8        | Rubens Barrichello   | 26       | Marco Andretti      |
| 7                                                 | 38       | Graham Rahal         | 14       | Mike Conway         |
| 8                                                 | 4        | J. R. Hildebrand     | 11       | Tony Kanaan         |
| 9                                                 | 5        | E. J. Viso           | 22       | Oriol Servià        |
| 10                                                | 18       | Justin Wilson†       | 6        | Katherine Legge     |
| 11                                                | 83       | Charlie Kimball      | 17       | Sebastian Saavedra† |
| 12                                                | 67       | Josef Newgarden      | 19       | James Jakes         |
| 13                                                | 20       | Ed Carpenter         | 15       | Szató Takuma†       |
| 14                                                | 78       | Simona de Silvestro† |          |                     |
| † 10 rajthelyes büntetést kapott motorcsere miatt |          |                      |          |                     |

### Verseny
| Pozíció | #  | Pilóta              | Csapat                           | Motor     | Futott kör | Idő/Kiesés oka       | Rajthely | Élen töltött körök száma | Pont |
| ------- | -- | ------------------- | -------------------------------- | --------- | ---------- | -------------------- | -------- | ------------------------ | ---- |
| 1.      | 2  | Ryan Briscoe        | Team Penske                      | Chevrolet | 85         | 2:07:02.8248         | 2        | 27                       | 50   |
| 2.      | 12 | Will Power          | Team Penske                      | Chevrolet | 85         | +0.4408              | 1        | 57                       | 43   |
| 3.      | 10 | Dario Franchitti    | Chip Ganassi Racing              | Honda     | 85         | +1.0497              | 6        | 0                        | 35   |
| 4.      | 8  | Rubens Barrichello  | KV Racing Technology             | Chevrolet | 85         | +8.8529              | 11       | 0                        | 32   |
| 5.      | 38 | Graham Rahal        | Chip Ganassi Racing              | Honda     | 85         | +9.4667              | 13       | 0                        | 30   |
| 6.      | 3  | Hélio Castroneves   | Team Penske                      | Chevrolet | 85         | +11.2575             | 4        | 0                        | 28   |
| 7.      | 77 | Simon Pagenaud      | Schmidt Hamilton Motorsports     | Honda     | 85         | +12.3087             | 9        | 0                        | 26   |
| 8.      | 4  | J. R. Hildebrand    | Panther Racing                   | Chevrolet | 85         | +22.8121             | 15       | 0                        | 24   |
| 9.      | 98 | Alex Tagliani       | Team Barracuda – BHA             | Honda     | 85         | +39.6868             | 8        | 0                        | 22   |
| 10.     | 11 | Tony Kanaan         | KV Racing Technology             | Chevrolet | 84         | +1 Kör               | 16       | 0                        | 20   |
| 11.     | 18 | Justin Wilson       | Dale Coyne Racing                | Honda     | 84         | +1 Kör               | 20       | 0                        | 19   |
| 12.     | 19 | James Jakes         | Dale Coyne Racing                | Honda     | 84         | +1 Kör               | 24       | 0                        | 18   |
| 13.     | 9  | Scott Dixon         | Chip Ganassi Racing              | Honda     | 84         | +1 Kör               | 5        | 0                        | 17   |
| 14.     | 14 | Mike Conway         | A.J. Foyt Enterprises            | Honda     | 84         | +1 Kör               | 14       | 0                        | 16   |
| 15.     | 17 | Sebastian Saavedra  | Andretti Autosport               | Chevrolet | 84         | +1 Kör               | 23       | 0                        | 15   |
| 16.     | 5  | E. J. Viso          | KV Racing Technology             | Chevrolet | 84         | +1 Kör               | 17       | 0                        | 14   |
| 17.     | 78 | Simona de Silvestro | HVM Racing                       | Lotus     | 84         | +1 Kör               | 27       | 0                        | 13   |
| 18.     | 28 | Ryan Hunter-Reay    | Andretti Autosport               | Chevrolet | 84         | +1 Kör               | 7        | 1                        | 12   |
| 19.     | 22 | Oriol Servià        | Panther-Dreyer & Reinbold Racing | Chevrolet | 84         | +1 Kör               | 18       | 0                        | 12   |
| 20.     | 20 | Ed Carpenter        | Ed Carpenter Racing              | Chevrolet | 84         | +1 Kör               | 25       | 0                        | 12   |
| 21.     | 83 | Charlie Kimball     | Chip Ganassi Racing              | Honda     | 82         | +3 Kör               | 21       | 0                        | 12   |
| 22.     | 7  | Sebastien Bourdais  | Dragon Racing                    | Chevrolet | 63         | Baleset Newgarden-el | 3        | 0                        | 12   |
| 23.     | 67 | Josef Newgarden     | Sarah Fisher Hartman Racing      | Honda     | 63         | Baleset Bourdais-val | 22       | 0                        | 12   |
| 24.     | 7  | Katherine Legge     | Dragon Racing                    | Chevrolet | 48         | Erőátvitel           | 19       | 0                        | 12   |
| 25.     | 26 | Marco Andretti      | Andretti Autosport               | Chevrolet | 46         | Motor                | 12       | 0                        | 10   |
| 26.     | 27 | James Hinchcliffe   | Andretti Autosport               | Chevrolet | 35         | Olajnyomás           | 10       | 0                        | 10   |
| 27.     | 15 | Szató Takuma        | Rahal Letterman Lanigan Racing   | Honda     | 2          | Motor                | 26       | 0                        | 10   |

### Verseny statisztikák
A verseny alatt 6-szor változott az élen álló személye 3 versenyző között.
| Változás az élen | Változás az élen |
| Kör              | Élen             |
| ---------------- | ---------------- |
| 18               | Ryan Briscoe     |
| 20               | Ryan Hunter-Reay |
| 21               | Will Power       |
| 41               | Ryan Briscoe     |
| 44               | Will Power       |
| 64               | Ryan Briscoe     |

| Élen töltött körök száma | Élen töltött körök száma |
| Körök                    | Versenyző                |
| ------------------------ | ------------------------ |
| 57                       | Will Power               |
| 27                       | Ryan Briscoe             |
| 1                        | Ryan Hunter-Reay         |

| Sárga zászlók: 2 alkalommal összesen 11 körön át | Sárga zászlók: 2 alkalommal összesen 11 körön át |
| Körök                                            | Ok                                               |
| ------------------------------------------------ | ------------------------------------------------ |
| 65-73                                            | #7-es és #67-es autó balesete a 8-as kanyarban   |
| 75-76                                            | #28-as és #98-as autó balesete a 7-es kanyarban  |

## Bajnokság állása a verseny után
Pilóták bajnoki állása
| Pozíció | Pilóta            | Pontok |
| ------- | ----------------- | ------ |
| 1       | Will Power        | 422    |
| 2       | Ryan Hunter-Reay  | 386    |
| 3       | Hélio Castroneves | 381    |
| 4       | Scott Dixon       | 368    |
| 5       | Simon Pagenaud    | 337    |

Gyártók bajnoksága
| Pozíció | Gyártó    | Pontok |
| ------- | --------- | ------ |
| 1       | Chevrolet | 105    |
| 2       | Honda     | 90     |
| 3       | Lotus     | 52     |